# Luis Andreotti
Luis Carlos Andreotti (Victoria, 23 de abril de 1951) es un contador público y político argentino, miembro del Frente Renovador de Sergio Massa desde su fundación, ex intendente del partido de San Fernando desde el 10 de diciembre del 2011 hasta el 10 de diciembre del 2019. Cuando asumió tras ser electo por el 43,98% de los votos. El 25 de octubre de 2015 fue reelecto con el 50,4% de los sufragios y se convirtió en el jefe comunal más votado de la historia de su distrito, con el antecedente de su hijo, Juan Andreotti (el actual Intendente de San Fernando) quien en el 2013 encabezó la lista de concejales de su misma fuerza y resultó elegido con el 53,96%. Santiago Aparicio lo acompañó en ambas oportunidades como candidato a concejal, y en la gestión activa como Presidente del Honorable Concejo Deliberante sanfernandino.

## Trayectoria política
Luis Andreotti surgió en la política como militante del Partido Justicialista, ocupó diferentes cargos en la Municipalidad de San Fernando, se destacó como Secretario de Economía y posteriormente como Intendente Interino, entre los años 2001 y 2002. En 2007, se presentó como candidato a intendente de Frente Grande quedando en cuarto lugar. En 2009 fue candidato a intendente por Propuesta Republicana (PRO). En 2011, con la agrupación vecinalista Partido Fuerza Organizada Renovadora Democrática (PFORD) se presentó a elecciones ejecutivas con la denominada "lista corta" (sin candidatos de categorías mayores, como presidente nacional y gobernador provincial) y el apoyo de Sergio Massa, por entonces Intendente de Tigre. Tras derrotar al oficialismo de Gerardo Amieiro, quien gobernaba desde 1995, se convirtió en Intendente de San Fernando. 
En el 2013 se alineó junto a otros jefes comunales bonaerenses para fundar el Frente Renovador e impulsar a Massa como postulante a Diputado Nacional. En el 2015 integró nuevamente ese espacio y consiguió que su distrito fuera el que mayor porcentaje de votos aportara al FR en la elección presidencial.

## Intendencia de San Fernando
Como Intendente de San Fernando, Luis Andreotti promovió la renovación de la infraestructura pública y los servicios municipales, para este fin utilizó principalmente el aporte vecinal percibido en las tasas locales. Mediante este sistema logró efectivizar más de 500 grandes obras, entre las que se destacan:
- Con fondos propios, se construyeron 3 pasos bajo nivel: el de Simón de Iriondo, el de Chacabuco y el de la Av. Avellaneda. Este último es uno de los mayores logros históricos del distrito.[3]
- La construcción de un Hospital Oftalmológico Municipal.[4]
- La renovación de veinte centros de salud en territorio insular y de continente.[1]
- La mortalidad infantil descendió de 19,9 por mil (la más alta de la Provincia) a 10,3 (por debajo de la media) en solo dos años y gracias a campañas específicas.[5]
- La reconstrucción y creación de nuevos Centros Educativos Integrales Municipales y Unidades de Desarrollo Infantil.[1]
- La constitución de la Secretaría de Protección Ciudadana, inexistente en la administración anterior.
- Un moderno Centro de Operaciones que incluye una sala de monitoreo para más de quinientas cámaras de seguridad (San Fernando es uno de los distritos con mayor índice de artefactos públicos de vigilancia por habitante) y móviles policiales propios de la comuna (también es una de las ciudades del conurbano bonaerense con mejor cobertura de patrullaje según su superficie).[6]
- La renovación de una docena de centros culturales.[1]
- La extensión de un programa de talleres culturales gratuitos a más de 250 clases diferentes.[7]
- Triplicó la cantidad de Polideportivos y contrató a más de doscientos profesores de educación física, como una política integral que logró que más de 30.000 personas hicieran deporte en establecimientos municipales.[1]
- Construyó seis piletas: olímpicas, semiolímpicas y climatizadas. Antes no había natatorios municipales en San Fernando.[1]
- La ciudad alcanzó el mayor promedio de vehículos de mantenimiento propios según su superficie, de toda la región metropolitana.[8]
- Más de 30.000 árboles de diferentes especies fueron plantados en los primeros cuatro años de gobierno, según un plan estratégico de forestación.[9]
- Las campañas de zoonosis fueron reconocidas a nivel nacional por su efectividad: operativos semanales gratuitos de castración, vacunación y desparasitación en distintos barrios realizados en dos años obtuvieron los resultados que normalmente se obtendrían en tres. Además, la Dirección Gral. de Zoonosis de San Fernando promueve talleres de adiestramiento canino gratuitos, único municipio de Buenos Aires que brinda este servicio.[10][11]
- San Fernando se convirtió en el primer y único municipio de la Argentina en tener la totalidad de sus cuadras alumbradas tanto por luces de calle como luces de vereda.[12]
- Más de 30 plazas, plazoletas y espacios verdes fueron renovados.[1]
- La construcción de un Centro Municipal de Atención Temprana para tratar patologías de neurodesarrollo infantil, un establecimiento único en la región.[13]
- El "Gran Corso Familiar de San Fernando" se convirtió en el principal evento de carnaval de la provincia de Buenos Aires.[14]